# ナウムブルク大聖堂
ナウムブルク大聖堂 (ドイツ語: Naumburger Dom)はドイツのナウムブルク・アン・デア・ザーレ北西部にある大聖堂。聖ペテロと聖パウロに捧げられた。西の内陣に位置する『ウタ・フォン・バレンシュテットとエッケハルト』の像で知られ、ドイツ・ゴシック彫刻の代表作と言われる。2018年、第42回世界遺産委員会において世界遺産に登録された。

## 建築

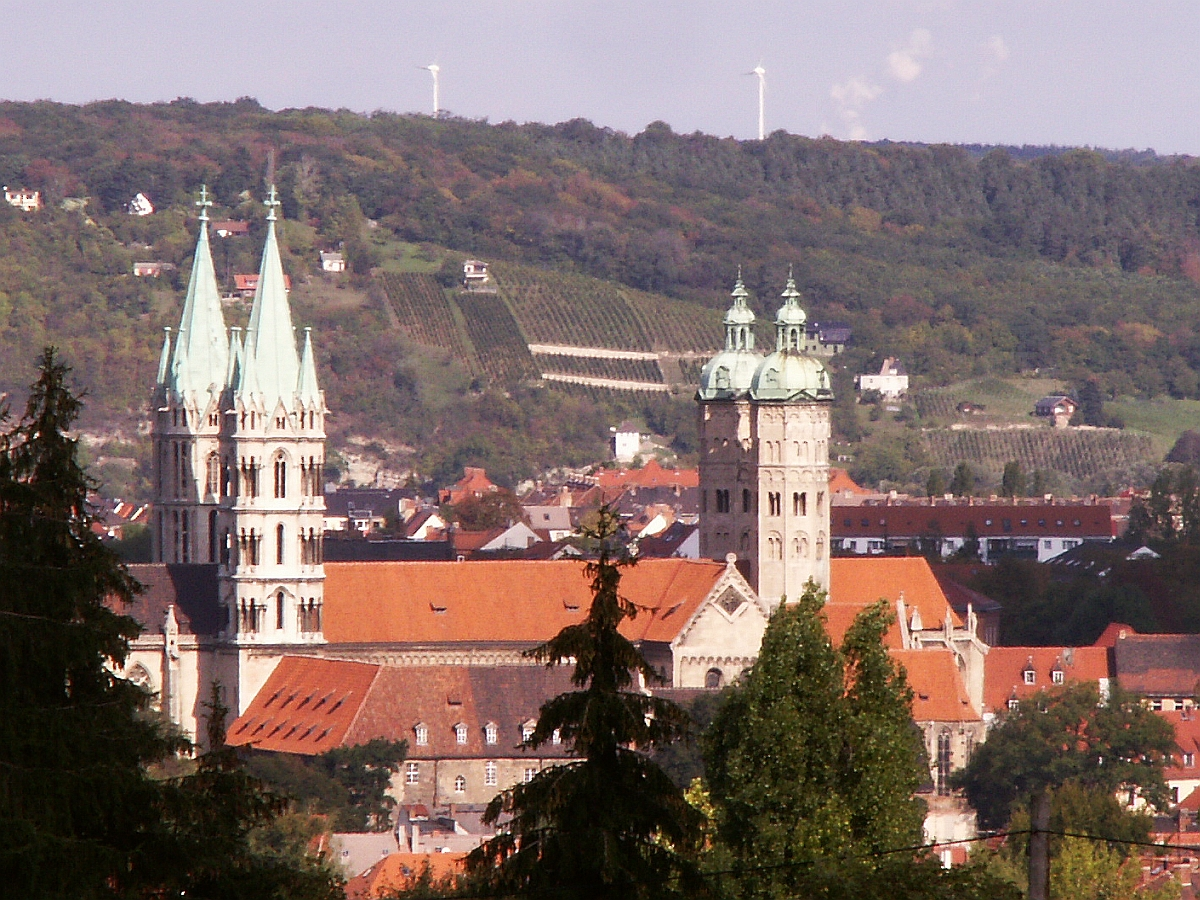
南方から見たナウムブルク大聖堂(2006年)

オットー大帝が10世紀にツァイツ（Zeitz）に置いた司教座が1028年にナウムブルクに移されたことが起源となっている。220年後にその像が刻まれる辺境伯兄弟エッケハルトとヘルマンは自分たちの城を教会に寄進して司教座設置に貢献した。最初のロマネスクの大聖堂は1044年に献堂式が行われた。その後、1217年に十字軍の遠征から帰還した司教エンゲルハルト（Engelhard）が新しい後期ロマネスクの大聖堂の建設を開始し、増築作業は後継の司教に引き継がれた（1249年に、信者にむけて寄進を募る回状）。

### 内装
東内陣地下のクリプタは1170-80年頃のもので、大聖堂の中で最古の箇所となっている 。
西内陣にある12体の寄進者の等身大の像は、「ナウムブルクの名匠」(ドイツ語: Naumburger Meister)と呼ばれる彫刻家による傑作である（1250年以後） 。特に辺境伯エッケハルトとその妃ウタの像は「比類ない」「完璧」と評されている。この内陣障壁彫刻像はかつてなかった建築の構造から独立した彫刻像の一例として挙げられている。

### 出資者
エッケハルト2世とウタの夫妻には継承者がいなかったため、全ての遺産が礼拝堂の建築のために残された。

## 伝説
グリム兄弟『ドイツ伝説集』第3巻、第97話「ナウムブルク大聖堂」には、二つの伝説が伝えられている。大聖堂には、泣いている人物と笑っている人物の二体の石像がある。二人は婚約者であった。男は意気揚々と諸国をめぐり歩き、女がどんなに懇願しても旅を止めることがなかった。彼女は修道院に入り大聖堂を建立した。男は帰って来たが、婚約者を失ったことで泣き、笑うのは彼女の番になったという。もう一つの伝説では、大聖堂の塔には二つの尖塔があるが、一方は親方が建造し、他方は弟子の作品であった。師匠は、徒弟の尖塔の方が自作よりも見事な作品であると見て取ると、嫉妬のあまり徒弟を突き落とした。親方は油をいれた釜でゆで殺された。事件の起きた場所は今日も見られるという。

## 世界遺産

### 登録基準
この世界遺産は世界遺産登録基準のうち、以下の条件を満たし、登録された（以下の基準は世界遺産センター公表の登録基準からの翻訳、引用である）。
- (1) 人類の創造的才能を表現する傑作。
- (2) ある期間を通じてまたはある文化圏において、建築、技術、記念碑的芸術、都市計画、景観デザインの発展に関し、人類の価値の重要な交流を示すもの。

## 関連文献
本文の典拠ではない資料。発行年順。
- Baedeker: Deutschland. Ostfildern: Karl Baedeker 8.Aufl. 2005 (ISBN 3-8297-1079-8), S. 813-814.